# 동해사 (상주시)
동해사(東海寺)는 경상북도 상주시 동쪽에 있는 사찰이다. 옛 이름 한산사(寒山寺)로도 불린다.
갑장산과 이어진 식산 중턱에 위치해 있다. 조계종 제8교구 본사 직지사의 말사이다.
고려 말 또는 조선 초기에 조선 태조의 스승 격이었던 무학이  세운 것으로 전해진다. 이름과는 달리 내륙에 있으며 바다와 접하지 않는다. 전설에 따르면 무학이 풍수지리설에 따라 상주를 떠나가는 배의 형상으로 보고, 높은 곳에 절을 지은 뒤 이 절이 돛대 역할을 하여 동해로 나가 발전하라는 의미에서 동해사라는 이름을 붙였다고 한다. 
상주에서는 고려 말에 나옹이 세웠다는 갑장산 갑장사와 함께 오래된 절이나, 규모는 그리 크지 않고 특별한 문화재도 남아 있지 않다. 조선 후기에 몇 차례 중건한 기록이 있다. 대웅전을 비롯하여 지금 남아 있는 건물은 한국 전쟁 후인 현대에 다시 지었다. 직지사에 보관 중인 조선 후기 양식의 석불 1기가 동해사 재건 중 나온 것이다. 
인근에 서곡저수지와 도곡서당이 있다. 

## 문화재
- 경상북도 문화재자료  제456호  동해사 석조여래입상(東海寺 石造如來立像)

## 같이 보기
- 식산

## 참고자료
- “너른 바다 그리며 산 속에 숨어 있는 상주 동해사”. 전통사찰관광종합정보. 2007년 9월 7일에 원본 문서에서 보존된 문서. 2008년 5월 31일에 확인함.